# Domingo Gamio
Domingo de Gamio y García-Pacheco, más conocido como Domingo Gamio (Arequipa, 1827-Chinchao, Tingo María, 13 de febrero de 1873) fue un militar, político y hacendado peruano. Fue diputado constituyente (1855-1857), prefecto de Arequipa (1865) y diputado nacional por Arequipa (1868-1871). Conocido por ser el mayor agitador de la ciudad de Arequipa, donde contaba con numerosos partidarios, participó en todas las revoluciones que estallaron en dicha ciudad entre los años 1850 y 1870. Terminó siendo apresado por orden del gobierno de Manuel Pardo y enviado a la región selvática, donde acabó siendo asesinado por sus custodios.

## Biografía
Hijo de Pedro José Gamio y Martina García-Pacheco. Su padre fue prefecto y alcalde de Arequipa. Casado con Aurora Igarza y Sarrio, fue padre de Pedro Gamio Igarza y Amelia Gamio Igarza.
Siguió la carrera militar y llegó a ser jefe del Batallón Libres de Arequipa. Escaló hasta el grado de coronel. También fue un próspero hacendado.
Fue conocido como el mayor agitador de Arequipa. Gracias a su prestigio y a su dinero, logró hacerse de un importante contingente político local, construido a base de compadrazgos y otros métodos. Apodado “Chichafuerte” por sus amigos, no escatimaba en desplegar grandes recursos para ganarse a sus partidarios, solventando las invitaciones y convites multitudinarios, especialmente en las chicherías.

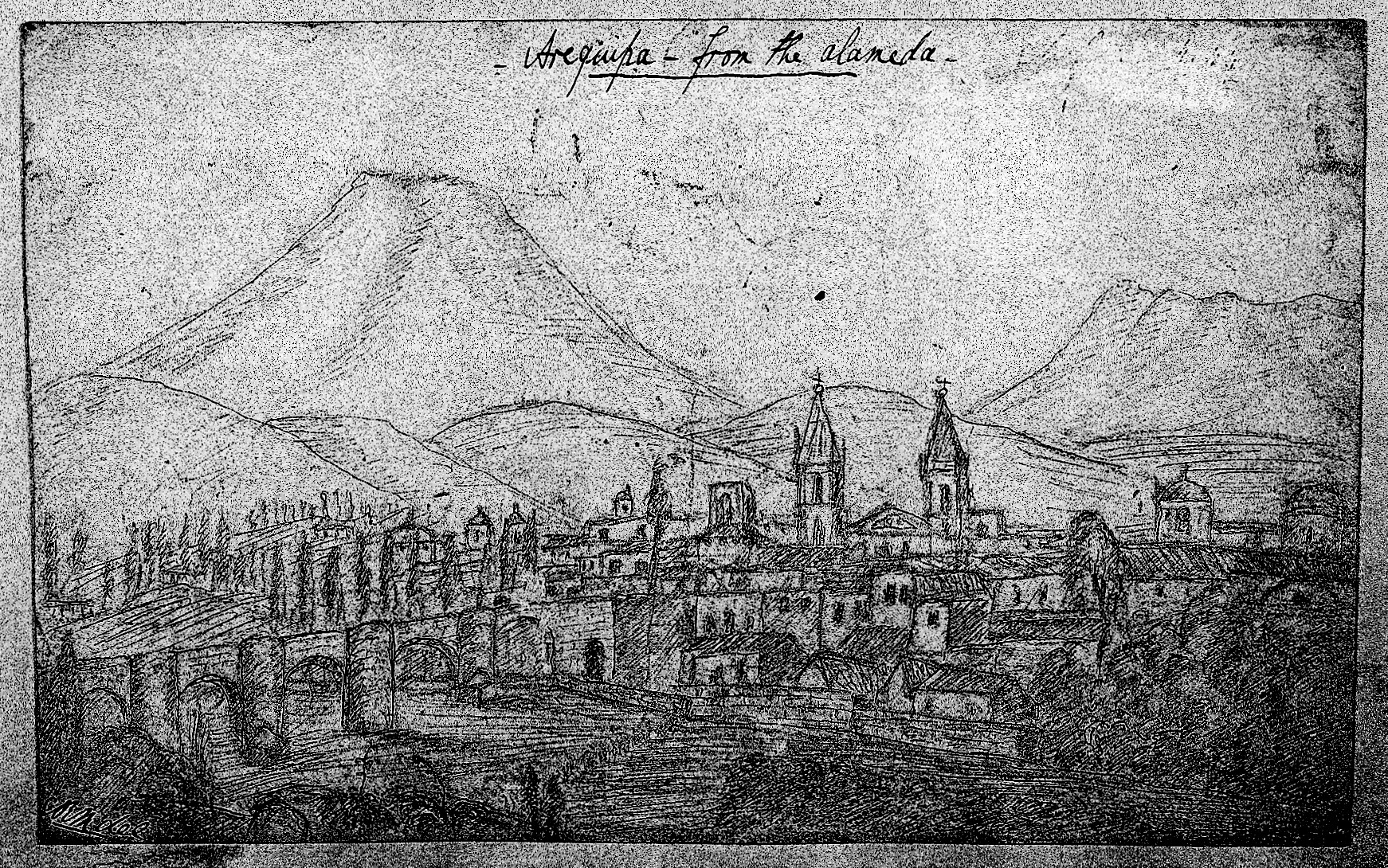
Boceto a lápiz de la ciudad de Arequipa vista desde la Alameda. Reproducido de la obra de Sir Clements Markham.

Fue uno de los jefes del levantamiento de Arequipa contra el gobierno del general José Rufino Echenique en 1854, en el marco de la revolución liberal, a cuya cabeza se puso después el general Ramón Castilla. Esta revolución triunfó a inicios de 1855, iniciándose entonces el segundo gobierno de Castilla.
Gamio fue nombrado subprefecto de Arequipa, pero pronto se enemistó con el prefecto Francisco Llosa, siendo destituido. Esto provocó un motín en la ciudad, en mayo de 1855, de modo que hubo de intervenir el general Pedro Diez Canseco (que era el comandante general del departamento), quien obligó a Gamio a apaciguar a sus partidarios, y luego lo envió a Lima.
En ese mismo año de 1855, Gamio fue elegido diputado suplente ante la Convención Nacional, nombre que adoptó el congreso constituyente convocado por el gobierno de Ramón Castilla. Se dice que el presidente Castilla favoreció su elección con el fin de tenerlo alejado de Arequipa, pero Gamio continuó tramando revueltas. En marzo de 1855 estuvo en Arequipa alentando una insurrección militar. Esta fue prontamente sofocada, por lo que debió regresar a Lima, aprovechando su inmunidad parlamentaria para evitar su prisión.
En octubre de 1856 fue uno de los protagonistas del motín de Arequipa, que encumbró al general Manuel Ignacio de Vivanco como jefe de la revolución contra el gobierno de Castilla, la misma que desembocaría en una sangrienta guerra civil. Esta guerra finalizó con la derrota de los revolucionarios tras la toma de Arequipa en marzo de 1858.
En 1865 respaldó a la revolución restauradora del coronel Mariano Ignacio Prado iniciada en Arequipa, contribuyendo a la captura de los cuarteles militares de la ciudad. El gobierno restaurador, en plena lucha contra el gobierno de Juan Antonio Pezet, lo nombró entonces prefecto y comandante militar del departamento de Arequipa. Pero Gamio se distanció de los restauradores, y una vez derrocado Pezet e instaurada la dictadura de Prado, fue relevado del cargo de prefecto y reemplazado por el coronel Mariano Pío Cornejo. Luego fue perseguido por el gobierno, siendo apresado a inicios de 1867, aunque el Congreso intercedió a su favor.
Aunque fue borrado del escalafón y desterrado, Gamio, tenaz revolucionario, regresó y apoyó la rebelión constitucional que estalló en Arequipa en setiembre de 1867, a cuya cabeza se puso el general Pedro Diez Canseco. Principió así una nueva guerra civil, que culminó con el triunfo de los revolucionarios y la caída del gobierno de Prado.
En las elecciones de 1868 fue elegido diputado por Arequipa, desempeñando dicho mandato hasta 1871, es decir, a lo largo del gobierno de José Balta.
Durante las elecciones de 1871-72, dividió su apoyo entre el candidato Manuel Toribio Ureta, primero, y los candidatos Manuel Pardo y José Rufino Echenique, después.
En diciembre de 1872, a pocos meses de iniciado el gobierno de Manuel Pardo, fue apresado en Arequipa, junto con el coronel Mariano Herencia Zevallos. Ambos fueron acusados de ser promotores de revueltas. El gobierno, antes que someterlos a juicio, prefirió alejarlos, encomendándoles una comisión en la frontera de Brasil. Esta consistía en designar los puntos en que conviniese edificar fortalezas para resguardar las fronteras peruano-brasileñas. Se trataba de un confinamiento encubierto, que al parecer el gobierno empezaba a ensayar para aplicarlo a sus opositores más recalcitrantes.
Herencia y Gamio fueron entregados al mayor Manuel Segundo Cornejo, quien, al mando de una escolta, recibió la misión de trasladarlos hasta el apostadero de Iquitos. Al llegar a la región de Chinchao, punto inmediato a Tingo María, la comitiva decidió pernoctar en una hacienda. Se dice que en la noche del 2 de febrero de 1873 Herencia y Gamio intentaron huir y que debido a ello los guardias dispararon sus rifles contra ellos, matándolos. Herencia recibió nueve disparos y Gamio trece. Los perpetradores trataron de justificar este accionar, aduciendo que ambos estaban armados, al haberse apropiado de fusiles y un revólver. Pero nada de ello se pudo probar. Lo único evidente es que fueron muertos en un lugar descampado y de noche, con alevosía. El hecho de que el mayor Cornejo mantuviese una antigua enemistad con Gamio, podría dar algún indicio del móvil del asesinato. Pero la opinión pública no dudó en culpar de este doble crimen al gobierno de Pardo, el cual recibió duras críticas desde el parlamento y la prensa.

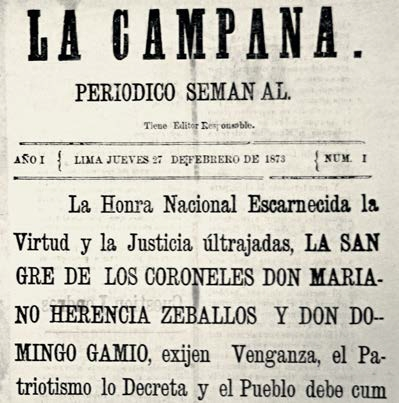
Portada del primer número del diario La Campana de Arequipa, en cuyo editorial se exige venganza por la muerte de los coroneles Herencia Zevallos y Domingo Gamio.

En el juicio, se imputó al mayor Cornejo como culpable por no haber evitado los crímenes, siendo condenado a doce años de prisión. Los otros seis guardias inculpados fueron condenados a quince años de prisión. Años después, Cornejo logró que el Congreso lo absolviera (en 1886).
La población de Arequipa, al enterarse del asesinato de uno de sus hijos predilectos, protestó airadamente. Se temió un estallido social que socavara al gobierno de Pardo. Pero este tuvo la habilidad de apaciguar los ánimos.